# Гурка, Андрей (старший)
Граф Андрей Гурка (ок. 1500 — 3 декабря 1551) — государственный и военный деятель Польского королевства, каштелян калишский (1532—1536), каштелян познанский (1535—1551) и генеральный староста великопольский (1536—1551). Староста коловский, валчский, мосинский, уйсцский, пильский, буский и яворовский.

## Биография
Представитель польского магнатского рода Гурок герба «Лодзя». Сын воеводы познанского и епископа куявского Лукаша Гурки (1482—1542) от брака с Катажиной из Шамотул (ум. 1530). В юности находился при королевском дворе, в 1527 году был отправлен послом на немецкий рейхстаг в Регенсбург. В 1532 году во время своего пребывания в Кёнигсберге установил тесные отношения с прусским герцогом Альбрехтом Бранденбургским. В том же году Андрей Гурка возглавил польское посольство к венгерскому королю Яношу Запольяи, после возвращения на родину получил должность каштеляна калишского. В 1535 году принял участие в русско-литовской войне 1534—1537 годов, во время которой участвовал в захвате Гомеля и Стародуба. В том же году Андрей Гурка был назначен каштеляном познанским. 10 января 1536 года получил должность генерального старосты великопольского. Во время рокоша под Львовом Андрей Гурка говорил от имени короля перед восставшей шляхтой. В 1541 году по королевскому поручению курсировал между Австрией и Венгрией.
В 1543 году Андрей Гурка, будучи сторонником Габсбургов, на сейме выступал за заключения брака между польским королём Сигизмундом Августом и Елизаветы Габсбург, в том же году посетил герцога Альбрехта Гогенцоллерна и князя Фридриха II Легницкого. Несмотря на поддержку Реформации, не дистанцировался от римско-католической церкви.
Каштелян познанский Анджей Гурка резко выступал против брака Сигизмунда Августа и Барбары Радзивилл, не прибыл на погребение умершего Сигизмунда I Старого. В 1548 году на сейме угрожал прекратить повиноваться королевской власти, но затем смягчил свою позицию и просил не короновать Барбару Радзивилл. В декабре 1548 года в Дрезденко Андрей Гурка встречался с маркграфом Иоганном Гогенцоллерном, который просил помощи от Польши против протестантских немецких князей. В 1549 году по этому же вопросу встречался в Прабуты с прусским герцогом Альбрехтом Бранденбургским. В 1550 году Андрей Гурка примирился с польским королём Сигизмундом Августом, но отказался присутствовать в мае 1550 года на коронации Барбары Радзивилл.
Кроме титул генерального старосты великопольского, Андрей Гурка владел коловским, валчским, мосинским, уйсцским и пильским староствами в Великопольше, а также буским и яворовским староствами в Червонной Руси. В его великопольские владения входили города Бнин, Чемпинь, Чернеево, Гурка, Ютросин, Козьмин, Осечна, Курник, Серакув, Шамотулы, Велень и Вронки, также благодаря браку с Барбарой Кузовецкой приобрёл имения в Червонной Руси.
3 декабря 1551 года Андрей Гурка скончался в Познани, где и был похоронен.

## Семья
Около 1528 года женился на Барбаре Курозвенцкой (ум. 1545), дочери Станислава Курозвенцкого (ум. 1518) и Софии Зборовской (ум. до 1548). Дети:
- Лукаш Гурка (ок. 1533—1573), воевода бжесць-куявский (1555), ленчицкий (1558), калишский (1563) и познанский (1565)
- Андрей Гурка (ок. 1534—1583), каштелян мендзыжечский (1570) и генеральный староста великопольский (1578), староста гнезненский, буский и яворовский
- Станислав Гурка (1538—1592), воевода познанский (1573), староста валчский, гнезненский и коловский
- Катажина Гурка (1530—1570), 1-й муж с 1552 года воевода иновроцлавский Ян Костелецкий (ум. 1553), 2-й муж с 1555 года каштелян бжесць-куявский Рафаил Дзялынский
- Барбара Гурка (ум. 1588/1589), жена с 1554 года каштеляна рогозинского Войцеха Чарнковского (ум. 1575/1578).